# Марково (Никольский район)
Марково — деревня в Никольском районе Вологодской области.
Входит в состав Нигинского сельского поселения, с точки зрения административно-территориального деления — в Нигинский сельсовет.
Расстояние по автодороге до районного центра Никольска — 27 км, до центра муниципального образования Нигино — 9 км. Ближайшие населённые пункты — Каменный, Филинский, Горка-Кокуй.
По переписи 2002 года население — 156 человек (82 мужчины, 74 женщины). Преобладающая национальность — русские (99 %).